# Meyers papegaai
Meyers papegaai (Poicephalus meyeri) is een vogel uit de familie papegaaien van Afrika en de Nieuwe Wereld. De vogel werd in 1827 door de Duitse vogelkundige Philipp Jakob Cretzschmar beschreven en als eerbetoon vernoemd naar zijn collega en landgenoot Bernhard Meyer. De vogel komt voor in een groot gedeelte van de binnenlanden van Afrika.

## Kenmerken
Deze papegaai is 21 tot 25 cm lang. De kop, rug, vleugels en staart zijn dofbruin gekleurd. De buik en stuit zijn  turquoise groen met een waas van geel, vooral op de flanken. Op de schouder en vaak ook op de kruin is een gele vlek. De intensiteit van het groen van de onderzijde en het geel op de kruin is per ondersoort verschillend.

## Verspreiding en leefgebied
Deze soort komt voor in centraal en het zuidelijke deel van Centraal-Afrika. De leefgebieden zijn half open landschappen met verspreid bos, vaak in de buurt van water zoals langs rivieren. Er zijn zes ondersoorten:
- P. m. meyeri: van noordelijk Kameroen en zuidelijk Tsjaad tot Ethiopië en noordelijk Congo-Kinshasa.
- P. m. stauratus: van oostelijk Congo-Kinshasa tot westelijk Kenia en noordwestelijk Tanzania.
- P. m. matschiei: van zuidoostelijk Congo-Kinshasa en centraal Tanzania tot oostelijk Angola, noordelijk Zambia en noordelijk Malawi.
- P. m. reichenowi: westelijk Angola.
- P. m. damarensis: zuidelijk Angola, noordelijk Namibië, noordwestelijk Botswana.
- P. m. transvaalensis: van zuidelijk Zambia en westelijk Mozambique tot oostelijk Botswana en het noordelijke deel van Centraal-Zuid-Afrika.

## Status
Meyers papegaai heeft een groot verspreidingsgebied en daardoor is de kans op de status  kwetsbaar (voor uitsterven) gering. De grootte van de wereldpopulatie is niet gekwantificeerd. Men veronderstelt dat de populaties stabiel in aantal zijn. Om deze reden staat de vogel als niet bedreigd op de Rode Lijst van de IUCN.